# Sankt Aegidi
Sankt Aegidi là một đô thị thuộc huyện Schärding thuộc bang Oberösterreich, Áo. Đô thị Sankt Aegidi có diện tích 29 km², dân số thời điểm năm 2006 là 1620 người.